# Tercera Categoría Provincial de Andalucía
La quinta división andaluza es la novena categoría del fútbol español en Andalucía. Actualmente sólo se disputa en la provincia de Granada. Es la división inmediatamente inferior a la cuarta andaluza, y no tiene ninguna categoría por debajo suya. Luego es la última categoría senior del fútbol español en la Comunidad Autónoma Andaluza. Se divide en dos grupos: el Grupo Sur, con 20 equipos, y el Grupo Norte con 18 equipos.

## Equipos

### Grupo Sur
| - Alborán 2000 C.F. - C.D. Rayo Motrileño - A.D. Molvízar - C.D. Vélez de Benaudalla - C.D. Puntalón - C.D. Salobreña 2008 - Panadería José Ruiz C.F. - Club Deportivo Motril Atlético - C.D. Torrenueva - C.D. Europa 2010 | - Cafetería siglo XX C.F. - C.D. Nueva Salobreña C.F. - Club Deportivo Industrial - C.D. Carchuna - A.D. Albuñol - C.D. Estructura y Ferralla Pebofan - C.D. Recreativo de Órgiva - Puerto de Motril Club Futbol - P.M.D. Lújar-Los Carlos - La Rábita C.F. |

### Grupo Norte
| - Bastetano Atlético club de F-7 - Club Deportivo Basto F-7 - Club Deportivo Baza F-7 - Club Benamaurel Atlético - Club Benamaurel Atlético B - Club Deportivo Campo Cámara - Caniles Club Deportivo B - Asociación Deportiva Castilléjar - Castril Club de Fútbol | - Cortes Club de Fútbol - Club Deportivo El Margen - Club Deportivo Filabres - Club Deportivo Hijateño - Negratín Club Deportivo - Club Deportivo Santiago - Club Deportivo Serón - Sporting de Purchena - Club Deportivo Villa de Albox Geocycle |

- Datos: Q6142222